# Mr. Bad Guy
«Mr. Bad Guy» — перший сольний альбом Фредді Мерк'юрі. Альбом був випущений 29 квітня 1985 року. Для його розкрутки Фредді випустив три сингли: «I Was Born to Love You», «Living on My Own» і «Made in Heaven».
Після смерті Фредді Мерк'юрі багато пісень з альбому «Mr. Bad Guy» увійшли до численних музичних збірок рок-виконавця.

## Список композицій
Всі пісні написав Фредді Мерк'юрі.

### 1-а сторона
| #  | Назва                    | Тривалість |
| -- | ------------------------ | ---------- |
| 1. | «Let's Turn It On»       | 3:42       |
| 2. | «Made in Heaven»         | 4:05       |
| 3. | «I Was Born to Love You» | 3:38       |
| 4. | «Foolin' Around»         | 3:29       |
| 5. | «Your Kind of Lover»     | 3:32       |

### 2-а сторона
| #  | Назва                                  | Тривалість |
| -- | -------------------------------------- | ---------- |
| 1. | «Mr. Bad Guy»                          | 4:09       |
| 2. | «Man Made Paradise»                    | 4:08       |
| 3. | «There Must Be More to Life Than This» | 3:00       |
| 4. | «Living on My Own»                     | 3:23       |
| 5. | «My Love Is Dangerous»                 | 3:42       |
| 6. | «Love Me Like There's No Tomorrow»     | 3:46       |

## У записі брали участь
- Фредді Мерк'юрі — вокал, фортепіано, синтезатор.
- Фред Мандел — фортепіано, гітара, синтезатор.
- Пол Вінсент — гітара.
- Курт Крісс — ударні.
- Стефан Віснет — бас-гітара.

## Чарти
| Країни         | Чарти           | Чарти |
|                | Найвища позиція | Тижні |
| -------------- | --------------- | ----- |
| United Kingdom | 6               | 23    |
| Switzerland    | 14              | 6     |
| Japan          | 20              | 21    |
| Netherlands    | 20              | 11    |
| Austria        | 23              | 4     |
| United States  | 159             | 7     |